# Braille guaraní
El braille guaraní es la representación cecográfica del idioma guaraní de Paraguay. Las asignaciones de las letras se corresponden con las del braille español, exceptuando las vocales acentuadas; o sea, el alfabeto básico en braille más ⠻ para la ñ. Una letra adicional, ⠒, se utiliza para la oclusiva glotal (llamado puso en guaraní), que en el achegety de imprenta se representa con un apóstrofo. Los dígrafos, como ch y rr, también lo son en el braille. Por otra parte, la virgulilla que señala la nasalidad en el alfabeto de molde se escribe en braille con la combinación ⠱ antepuesta a la vocal nasal (o consonante, en el caso de ⟨g̃⟩). Por tanto, las letras guaraníes sumadas al alfabeto latino básico son:
| Braille | ⠒ | ⠻ | ⠱⠁ | ⠱⠑ | ⠱⠛ | ⠱⠊ | ⠱⠕ | ⠱⠥ | ⠱⠽ |
| Latino  | ʼ | ñ | ã  | ẽ  | g̃  | ĩ  | õ  | ũ  | ỹ  |